# Enrico Baiano
Enrico Baiano (* 2. Oktober 1960 in Neapel) ist ein italienischer Cembalist und Interpret Alter Musik. Als Spezialist für das Cembalo und seine Geschichte unterrichtete er am Conservatorio Vincenzo Bellini in Palermo, als Professor für Cembalo, Clavichord und Hammerklavier lehrte er am Conservatorio Domenico Cimarosa in Avellino, seit 2022 ist er Lehrer für Cembalo und historische Klaviere am Conservatorio Santa Cecilia in Rom.

## Leben
Baiano studierte Klavier und Komposition am Conservatorio San Pietro a Majella in Neapel und am Conservatorio Giuseppe Verdi in Mailand, wobei er sich neben dem Cembalo auf das Clavichord und das Hammerklavier spezialisierte. Eine internationale Konzerttätigkeit, Aufnahmen für Radio- und Fernsehprogramme in Italien, seine Seminare, Lehraufträge und Publikationen machten ihn dem Fachpublikum bekannt. Besondere Aufmerksamkeit widmete er dem Werk von Domenico Scarlatti. Er gehört zu den Gründern des Ensembles Cappella della Pietà de’ Turchini (einer Initiative zur Wiederbelebung der bedeutenden barocken Musiktradition Neapels, heute Cappella Neapolitana) und wirkte an Francesco Leprinos Dokumentarfilmen Un gioco ardito – dodici variazioni tematiche su Domenico Scarlatti (2006) und Sul nome Bach (2011) mit. Für seine Leistungen wurde er mit mehreren Auszeichnungen bedacht, so mit dem Deutschen Schallplattenpreis, dem Diapason d’or, Choc – Le Monde de la musique und einer „Platte des Monats“ (2001, Zeitschrift Alte Musik aktuell, Regensburg).

## Veröffentlichungen (Auswahl)
- mit Marco Moiraghi: Le Sonate di Domenico Scarlatti. Testo, contesto, interpretazione. Librerie Musicale Italiana, Lucca 2014, ISBN 978-88-7096-772-2.
- Cembalo spielen. Eine praktische Anleitung für Pianisten, Organisten und Cembalisten. Ut Orpheus Edizioni, Bologna 2013, ISMN 979-0-21532065-9 (Suche im DNB-Portal).

## Diskografie
- 1995: Pietro Domenico Paradisi, Sonatas for harpsichord – 1754
- 1996: Johann Jakob Froberger, Diverse curiose partite
- 1998: Antonio de Cabezon, Obras de Musica para Tecla
- 1999: Domenico Scarlatti, Sonate per clavicembalo (K46, K109, K126, K175, K181, K217, K232, K233, K248, K249, K295, K296, K394, K395, K402, K439, K516)
- 2000: Antonio Vivaldi, Concertos for harpsichord solo
- 2001: Musica al tempo di Luca Giordano – Il cembalo nella Napoli del’600
- 2003: Girolamo Frescobaldi, Toccate, Partite, Canzoni
- 2008: Domenico Scarlatti, Sonate per clavicembalo (K3, K24, K69, K99, K113, K115, K118, K119, K120, K132, K148, K149, K184, K213, K214, K215, K216, K268)
- 2009: Domenico Scarlatti, Sonatas (K96, K124, K125, K141, K386, K387, K426, K427, K445, K481, K482, K 516, K517, K544, K545, K546, K547)
- 2011: Antonio Vivaldi, Concertos for Harpsichord Solo
- 2022: Johann Sebastian Bach, Das Wohltemperierte Clavier (auf Cembalo, Clavichord und Pianoforte ausgeführt)
- 2024: Johann Sebastian Bach, Toccaten